# Garde à vue
Garde à vue é um filme francês de 1981 dirigido por Claude Miller, baseado no romance Brainwash, de John Wainwright.

## Sinopse
Corpos de duas meninas, assassinadas e estupradas, são encontrados numa praia em Cherbourg. Mestre Martinaud, que havia avisado a polícia da descoberta, é convocado a depor e se torna o principal suspeito.

## Elenco
- Lino Ventura ... Inspetor Antoine Gallien
- Michel Serrault ... Jerome, Charles, Emile Martinaud
- Romy Schneider ... Chantal Martinaud
- Guy Marchand ... Inspetor Marcel Belmont
- Didier Agostini ... Jovem policial
- Patrick Depeyrrat ... Policial
- Pierre Maguelon ... Adami
- Annie Miller ... Mãe de Camille
- Serge Malik ... Mecânico
- Jean-Claude Penchenat ... Comissário
- Yves Pignot ... Policial
- Mathieu Schiffman ... Berthier
- Michel Such ... Jean-Marie Jabelain
- Elsa Lunghini ... Camille

## Prêmios e indicações
Prêmio César (1982)
- Vencedor: melhor ator (Michel Serrault), melhor montagem, melhor roteiro.
- Indicado: melhor filme, melhor diretor, melhor fotografia e melhor som.

Sindicato dos Críticos de Cinema da França (1982)
- Vencedor: melhor filme.

Festival de Montréal
- Prêmio do júri: melhor roteiro.